# Invasão britânica do Tibete (1903-1904)
A campanha britânica do Tibete ou expedição britânica do Tibete ou invasão britânica do Tibete de 1903-1904 foi uma expedição de invasão do Tibete pelas forças armadas da Índia britânica a partir de Novembro de 1903 a setembro de 1904, que teve início após o fracasso das negociações entre a Índia britânica e o governo tibetano, e ocorreu no momento de confronto entre a Rússia e a Grã-Bretanha pela supremacia na Ásia Central (Grande Jogo). O objetivo era evitar que o Império Russo interferisse nos assuntos tibetanos e, portanto, criar um Estado-tampão em torno da Índia britânica, um raciocínio semelhante que levou as forças britânicas invadirem o Afeganistão (guerra anglo-afegã) vinte anos antes. Foi contra a influência diplomática do Império Russo dirigida ao Tibete que a Inglaterra se voltou, e aproveitou o fato de a Rússia estar militarmente vinculada a Guerra russo-japonesa. 
Enquanto forças britânicas foram muito eficazes em alcançar seus objetivos militares, políticamente a invasão foi muito impopular na Grã-Bretanha, onde ela foi quase negada depois da guerra. Os efeitos sobre o Tibete, apesar dos danos e das consequências económicas, também não foram muito significativos, e as mudanças não foram mantidas a longo prazo.
Após a ocupação de Lhasa, em 3 de Agosto de 1904, foram iniciadas negociações com os britânicos, pelo Amban e pelo Dalai Lama antes de fugir nomeando Regentes. O Tratado de 7 de Setembro, pela primeira vez esclareceu que o Tibete ainda ficava sob a suserania do Império Britânico e que não teria relações independentes com países estrangeiros. Apenas os interesses comerciais britânicos foram levados em conta. Mesmo assim em setembro, houve o recuo dos britânicos. A integração do Tibete para o Império Britânico tinha falhado. Além disso, a viúva, Imperatriz Cixi (Tseu-Hi), instituiu o Amban a não assinar o contrato negociado. 
Só em Abril de 1906, o Tratado de Lhasa foi confirmado pelo governo chinês que veio para a compensação da guerra dos tibetanos ao Império Britânico. Ficou documentado que o governo chinês mantêm inalterado sua reivindicação de soberania sobre o Tibete.